# Petrykozy-Osiedle
Petrykozy-Osiedle – część wsi Petrykozy w Polsce położona w województwie łódzkim, w powiecie pabianickim, w gminie Pabianice.
Wieś jest częścią składową sołectwa Petrykozy. 
W latach 1975–1998 miejscowość należała administracyjnie do ówczesnego województwa łódzkiego.
Inne miejscowości o nazwie Petrykozy: Petrykozy